# Xã Pawnee, Quận Platte, Missouri
Xã Pawnee (tiếng Anh: Pawnee Township) là một xã thuộc quận Platte, tiểu bang Missouri, Hoa Kỳ. Năm 2010, dân số của xã này là 8.922 người.